# Philine infundibulum
Philine infundibulum är en snäckart som beskrevs av Dall 1889. Philine infundibulum ingår i släktet Philine och familjen havsmandelsnäckor. Inga underarter finns listade i Catalogue of Life.